# بخش کامدن (شهرستان لوراین، اوهایو)
بخش کامدن (به انگلیسی: Camden Township) یک منطقهٔ مسکونی در ایالات متحده آمریکا است که در شهرستان لورین، اوهایو واقع شده‌است.
 بخش کامدن ۵۱٫۶۸ کیلومتر مربع مساحت و ۱٬۶۶۷ نفر جمعیت دارد و ۲۶۳ متر بالاتر از سطح دریا واقع شده‌است.